# Österreichische Fußballmeisterschaft 1963/64
Die Österreichische Fußballmeisterschaft 1963/64 wurde vom Österreichischen Fußball-Bund  ausgerichtet. Als Unterbau zur Staatsliga A dienten die Regionalligen Ost (Wien, Niederösterreich, Burgenland), Mitte (Oberösterreich, Steiermark, Kärnten) und West (Salzburg, Tirol, Vorarlberg). Als dritte Leistungsstufe fungierten die jeweiligen Landesligen der Bundesland-Verbände.

## Erste Leistungsstufe – Staatsliga A

### Allgemein
In der Meisterschaft der Saison 1963/64 konnte Rapid den dreifachen Seriensieger Austria als österreichischer Fußballmeister ablösen. Der Vorsprung war dabei relativ deutlich, der insgesamt 23. Titelgewinn konnte dadurch bereits vier Runden vor Schluss (30. Mai) dank eines 1:0 gegen den Schwechater SC durch ein Flögel-Tor gewonnen werden.
Die ersten Runden im Frühjahr waren im Zeichen von Absagen und großer Terminnot gestanden. Der Präsident der Staatsliga, Selzer, hatte deshalb auch den Abbruch des ÖFB-Cups vorgeschlagen (was aber von der Mehrheit der Vereine abgelehnt wurde).

#### Verschiebungen
Das für 6. Oktober angesetzte Spiel von Austria Wien gegen den Wiener Sportclub wurde auf Ersuchen der Austria wegen deren Teilnahme im Europacup der Meister auf den 30. Oktober verlegt (2:1-Sieg für die Austria); der Linzer ASK musste hingegen sein Heimspiel gegen den Schwechater SC (1:0-Sieg der Linzer) programmgemäß am 20. Oktober austragen, weshalb er protestierte. Der ÖFB begründete seine Entscheidung damit, dass im Falle von Austria Wien auch deren Gegner Gornik pausiert, während Dinamo Zagreb ebenso wie der LASK gespielt hätte.
Die für den 7./8. März angesetzte 17. Runde wurde wegen Unbenutzbarkeit der Plätze (Schnee) komplett abgesagt, wobei hinterfragt wurde, ob jede Absage notwendig war. Die Nachträge wurden am 6./7. Mai gespielt, damit wurden die folgenden Runden nach hinten verlegt.

### Europacup
Rapid startete damit im Europacup der Landesmeister 1965, weiters ging Cupsieger Admira im Europacup der Cupsieger 1965 an den Start und der Sport-Club sowie der GAK meldeten sich zum Messestädte-Cup 1965.
Rapid Wien kam über die Shamrock Rovers aus Irland klar hinweg (H 3:0, A 2:0), während es im Achtelfinale gegen die Glasgow Rangers ohne Treffer blieb. Nach dem 0:1 am 18. November im Ibrox Park gegen den (damals) 34-maligen schottischen Meister, rechneten sich die Wiener gute Chancen aus, was auch (weil es zudem ein Feiertag war) am 8. Dezember 70.000 Besucher ins Praterstadion lockte, jedoch erwies sich die Stürmerleistung als unzureichend.
Im Pokalsiegerbewerb waren für die Admira nach dem in einer Doppelveranstaltung mit dem Sport-Club (Messestädtecup) im Praterstadion ausgetragenen Heim-1:3 am 2. September gegen Legia Warschau die Chancen bereits dahin, und vor dem Retourspiel gab es auch noch Verletzungssorgen, wobei zwei Spieler bei einem Verkehrsunfall in Warschau Prellungen erlitten hatten. Unter diesen Umständen war die 0:1-Niederlage im Legia-Stadion keine Schande.
Im Messestädtecup unterlag der GAK, der erst am 24. September startete, vorerst bei NK Zagreb nur 2:3, weshalb die Hoffnungen auf ein Weiterkommen nicht unberechtigt waren, doch erlitten die Grazer am 7. Oktober eine 0:6-Heimschlappe.
Der bereits weiter oben genannte Wiener Sport-Club kam innerhalb einer Woche (2./9. September) mit 2:1 daheim und 1:0 auswärts über den SC Leipzig hinweg. Am 28. Oktober in Wien und am 4. November in Budapest gab es die Matches gegen Ferencvaros mit jeweils Heimsiegen (1:0 und 2:1), da es damals aber noch keine Auswärtstorregel gab, wurde ein drittes Match notwendig, welches am 18. November erneut in Budapest gespielt wurde und mit 2:0 für die Ungarn endete. Vorerst war als Austragungsort München bestimmt worden, was jedoch daran scheiterte, dass dies der Buß- und Bettag in Deutschland war, an dem Sportveranstaltungen verboten waren (und einer Verlegung auf den 17. November nach Augsburg hatte Ferencvaros nicht zugestimmt).

#### Statistik
Rapid mit vier Punkten vor der Austria lt. Herbsttabelle und mit zwei Punkten vor der Austria lt. Frühjahrstabelle (in beiden Durchgängen nur eine Niederlage und im Frühjahr mit 9 Siegen einen Sieg weniger als im Herbst), seit der 6. Runde ununterbrochen an der Spitze – das sind die bedeutendsten Aussagen zum Titelrennen. Die Austria selbst als regierender Meister hatte im Herbst bereits entscheidend an Terrain verloren, lediglich dem 3:2-Heimsieg am 3. November (8. Runde) gegen den Rivalen Rapid hatten es die „Veilchen“ zu verdanken, dass sie nicht bereits zu diesem Zeitpunkt hoffnungslos in Rückstand gerieten.
Das Bild der drei Abstiegskandidaten nach dem Herbst (Simmering 9 Punkte, Kapfenberg 8 und Dornbirn 6, während SVS Linz mit 10 Punkten auf Rang 11 gelegen war) änderte sich auf Simmering 8, SVS Linz und Dornbirn je 7 in der Frühjahrstabelle, während nun Kapfenberg mit 10 Punkten auf Rang 11 platziert war – in Summe genug für die Obersteirer, doch noch dem Schicksal entgangen zu sein.
Entscheidend waren für alle drei Absteiger bzw. auch für Kapfenberg die letzten beiden Runden. Dornbirn war hierbei mit der 2:3-Heimniederlage am 14. Juni gegen den Mitkonkurrenten Simmering aus dem Rennen – denn 13 Punkte bedeuteten drei Punkte Abstand auf Kapfenberg, das seinerseits in ebenfalls einem Direktduell SVS Linz mit 3:2 bezwingen konnte und nun 16 Punkte am Konto hatte. Noch waren SVS und Simmering trotzdem einen Punkt vor Kapfenberg. Während aber in der letzten Runde der KSV bei Wr. Neustadt dank Treffern von Fritz Cejka und Ignaz Puschnik mit 2:1 gewann, setzte es für die beiden anderen, Simmering 3:4 gegen den Sport-Club, SVS 2:4 gegen Schwechat, Heimniederlagen.
Es gab 637 Tore (374 Heim, 263 Auswärts) und 97 Heim- und 50 Auswärtssiege sowie 35 Unentschieden. Von 43 Elfmetern (H 21, A 22) konnten 35 verwandelt werden. Es kamen insgesamt 299 Spieler zum Einsatz, wobei die Vienna am meisten (24), der GAK am wenigsten (18) benötigte. Insgesamt wurden 16 Spieler ausgeschlossen, wobei es im Herbst bereits 11 waren.
Die Zuseherzahl betrug 1,163.000 und lag damit unter jener des Vorjahres (1,205.000).

### Fernsehen
Es war bereits für den 24. März eine einstündige Aufzeichnung des Matches Schwechat gegen Rapid Wien ab 22 Uhr geplant gewesen, jedoch musste dieses Vorhaben verschoben werden, weil es noch keine endgültige Einigung zwischen der Staatsliga und der Österreichischen Rundfunkgesellschaft gab. So gab es die «TV-Premiere» am 30. März bei Wiener Sport-Club gegen Austria Wien (1:0), wobei dieser Umstand es mit sich brachte, dass statt normalerweise 15.000 bis 20.000 Besucher nur 4.500 ins Wiener Stadion gekommen waren. Das Match wurde ab 15.30 h direkt gezeigt, Kommentator war Kurt Jeschko. Am 1. Juni gab es ab 16.30 h mit Vienna gegen Rapid (Kommentator Heribert Meisel) die offensichtlich letzte Übertragung.

### Abschlusstabelle
| Pl. | Verein                      | Sp. | S  | U  | N  | Tore    | Diff. | Punkte |
| --- | --------------------------- | --- | -- | -- | -- | ------- | ----- | ------ |
| 2.  | SK Rapid Wien               | 26  | 19 | 5  | 2  | 069:270 | +42   | 43     |
| 2.  | FK Austria Wien (M, C)      | 26  | 17 | 3  | 6  | 061:360 | +25   | 37     |
| 3.  | Linzer ASK                  | 26  | 15 | 3  | 8  | 046:360 | +10   | 33     |
| 4.  | 1. Schwechater SC           | 26  | 13 | 5  | 8  | 051:410 | +10   | 31     |
| 5.  | Wiener Sportklub            | 26  | 13 | 5  | 8  | 048:530 | −5    | 31     |
| 6.  | Grazer AK                   | 26  | 11 | 5  | 10 | 049:420 | +7    | 27     |
| 7.  | SK Admira Wien (C)          | 26  | 11 | 5  | 10 | 052:490 | +3    | 27     |
| 8.  | First Vienna FC 1894        | 26  | 8  | 8  | 10 | 038:330 | +5    | 24     |
| 9.  | Wiener AC                   | 26  | 7  | 10 | 9  | 033:380 | −5    | 24     |
| 10. | 1. Wiener Neustädter SC (N) | 26  | 8  | 6  | 12 | 033:470 | −14   | 22     |
| 11. | Kapfenberger SV (N)         | 26  | 8  | 2  | 16 | 038:560 | −18   | 18     |
| 12. | SV Stickstoff Linz          | 26  | 5  | 7  | 14 | 042:560 | −14   | 17     |
| 13. | 1. Simmeringer SC           | 26  | 8  | 1  | 17 | 046:640 | −18   | 17     |
| 14. | FC Dornbirn 1913 (N)        | 26  | 4  | 5  | 17 | 031:590 | −28   | 13     |

| (M) | Österreichischer Meister 1962/63 |
| (C) | ÖFB-Cup-Sieger 1962/63           |
| (N) | Neuaufsteiger der Saison 1962/63 |

Aufsteiger
- Regionalliga Ost: SC Wacker Wien
- Regionalliga Mitte: SK Sturm Graz
- Regionalliga West: FC Wacker Innsbruck

### Torschützenliste
|    | Tore    | Spieler              | Verein          |
| -- | ------- | -------------------- | --------------- |
| 1  | 21 Tore | Horst Nemec          | FK Austria Wien |
| 2. | 18 Tore | Rudolf Flögel        | SK Rapid Wien   |
| 3. | 16 Tore | Günter Kaltenbrunner | SK Admira Wien  |
| 4. | 14 Tore | Friedrich Cejka      | Kapfenberger SV |
|    |         | Wilhelm Sgerm        | Grazer AK       |

siehe auch Liste der besten Torschützen Österreichs

### Meistermannschaft
Andrija Vereš – Paul Halla, Walter Glechner, Josef Höltl – Gerhard Hanappi (C), Walter Skocik, Karl Giesser – Max Schmid, Walter Seitl, Franz Hasil, Franz Wolny, Rudolf Flögel, Rudolf Nuske, Branko Milanovic, Peter Rehnelt, Hans-Georg Tutschek, Anton Fritsch, Ewald Ullmann, Wilhelm Zaglitsch – Trainer: Robert Körner, Franz Binder

## Zweite Leistungsstufe – Regionalliga

### Regionalliga Ost
In der Regionalliga errang der SC Wacker Wien den Meistertitel.
Zur Meisterschaftshälfte lag der Kremser SC mit 7 Siegen, 4 Unentschieden und 2 Niederlagen (18 Punkte, 32:15 Tore) zwei Punkte vor dem SC Eisenstadt; zwar nur auf Rang 6, allerdings nur vier Punkte getrennt, befand sich der SC Wacker Wien (23:23 Tore).
Die Rückrunde war von vielen witterungsbedingten Absagen gekennzeichnet, die 14. Runde (erste Frühjahrsrunde wurde auf den Termin 13./14. Juni, also nach dem geplanten Meisterschaftsende, somit nach der eigentlichen 26. und somit Schlussrunde vom 6./7. Juni) verschoben; es begann mit der 15. Runde, in der aber Pinkafeld gegen Slovan und Siegendorf gegen Eisenstadt abgesagt werden mussten. Die 16. Runde (mit u. a. dem Aufeinandertreffen von Wacker Wien gegen Krems) war für den 7. März angesetzt, jedoch gab es zu diesem Wochenende sehr viele Absagen, darunter auch diese Matches.
In der 17. Runde (14./15. März) konnte nur die Sonntagsmatinee SK Slovan Olympia Wien gegen Wacker Wien ausgetragen werden, welche von Wacker 3:1 gewonnen wurde. Ähnliches war in der 18. Runde gegeben, wo im gesamten Raum von Wien und Umgebung auch die Staatsligaspiele hatten abgesagt werden müssen, wobei ergiebige Regenfälle verantwortlich waren. Einzig die Sonntagsmatches Wienerberg – Pinkafeld und Günselsdorf – Stadlau wurden gespielt.
Die 16. Runde wurde an Ostern (28./29. März) nachgetragen, wobei sich Wacker Wien nicht nur mit dem 3:0 am Ostersonntag gegen Krems für das 0:3 in der 3. Herbstrunde revanchierte, sondern sich – nun ebenfalls 20 Punkte wie Krems – hinter die Niederösterreicher an die zweite Stelle setzte.
In der am 4./5. April gespielten 19. Runde kam es zum Führungswechsel, da Wacker Wien bei Pinkafeld 5:1 gewann, während es bei Krems gegen Günselsdorf ein 2:2 gab. Ein Match der 18. Runde, nämlich St. Pölten gegen Krems (3:1), fand als Nachtrag bereits am 11. April (Länderspielpause, in der es auch den Bundesländercup gab) statt.
Die 20. Runde wurde erst am Donnerstag-Feiertag, 7. Mai, gespielt, während zuvor am 18./19. April und 25./26. April die 21. und 22. Runde ausgetragen wurden. In der offiziellen 23. Runde, gespielt am 9./10. Mai, bezog Wacker Wien eine überraschende 0:1-Heimniederlage gegen Gloggnitz, so dass die zurückgefallenen Kremser (mit 27 Punkten) punktegleich wieder auf Rang 1 kamen; zu diesem Zeitpunkt lag aber der ASV Siegendorf auf Grund der Verlustpunkte (ein Spiel weniger und 26 Punkte) voran.
Die Pfingst-Nachtragsspiele (16./17. Mai) brachten hinsichtlich Titelrennen eine 1:2-Heimniederlage von Siegendorf gegen Eisenstadt und einen 3:0-Sieg von Wacker über FC Philips Wien. In der am 23./24. Mai ausgetragenen 24. Runde spielte Wacker bei Elektra nur 1:1, da aber Krems bei Siegendorf 1.2 verlor, erhöhte sich der Vorsprung auf 3 Punkte – und die Siegendorfer setzten sich sogar vor Krems.
Durch weitere Nachtragsmatches am Donnerstag-Feiertag, 28. Mai, bei denen Wacker Wien nicht dabei war, fiel Krems mit einem 2:7-Debakel bei Wienerberg sogar auf Rang 4 zurück und der ASK Gloggnitz setzte sich dank eines 2:1 über Siegendorf auf Rang 2 und konnte damit auch in den Titelkampf eingreifen.
Vor dem Nachtrag der 14. Runde hatte weiterhin nur mehr Gloggnitz mit einem Punkt Rückstand auf Wacker die Chance, war aber auf fremde Hilfe angewiesen. Die beiden Kontrahenten trugen ihre Matches am 13. Juni aus, und Wacker Wien konnte sich vor 6.000 (!) Zusehern mit einem Heim-2:0 gegen Siegendorf den Titel holen, während Gloggnitz beim 0:4 beim SC Pinkafeld eine matte Leistung bot. Für die Pinkafelder war dies anderseits die letzte Chance gewesen, dem Abstieg zu entgehen, aber Mitkonkurrent SV Mattersburg gewann bei Eisenstadt 5:3. Krems hievte sich am 14. Juni in der tatsächlich, auf Grund des erst um 18 Uhr angesetzten Matches, letzten Partie der Meisterschaft mit einem 3:2-Sieg bei Stadlau noch zurück auf Rang 2.
Abschlusstabelle
| Pl. | Verein                 | Sp. | S  | U | N  | Tore    | Diff. | Punkte |
| --- | ---------------------- | --- | -- | - | -- | ------- | ----- | ------ |
| 2.  | SC Wacker Wien (A)     | 26  | 17 | 2 | 7  | 055:310 | +24   | 36     |
| 2.  | Kremser SC             | 26  | 14 | 5 | 7  | 059:410 | +18   | 33     |
| 3.  | ASK Gloggnitz          | 26  | 15 | 3 | 8  | 043:400 | +3    | 33     |
| 4.  | FS Elektra Wien        | 26  | 12 | 6 | 8  | 045:390 | +6    | 30     |
| 5.  | ASV Siegendorf         | 26  | 13 | 3 | 10 | 046:360 | +10   | 29     |
| 6.  | ASV Wienerberg         | 26  | 13 | 3 | 10 | 058:500 | +8    | 29     |
| 7.  | SC Eisenstadt          | 26  | 9  | 8 | 9  | 046:450 | +1    | 26     |
| 8.  | SK Slovan Olympia Wien | 26  | 9  | 7 | 10 | 036:410 | −5    | 25     |
| 9.  | FC Stadlau             | 26  | 10 | 4 | 12 | 056:530 | +3    | 24     |
| 10. | FC Philips Wien (N)    | 26  | 7  | 9 | 10 | 045:480 | −3    | 23     |
| 11. | SV Mattersburg (N)     | 26  | 8  | 7 | 11 | 046:500 | −4    | 23     |
| 12. | SC Pinkafeld           | 26  | 9  | 4 | 13 | 048:570 | −9    | 22     |
| 13. | SC Günselsdorf (N)     | 26  | 7  | 3 | 16 | 034:640 | −30   | 17     |
| 14. | BSV Voith St. Pölten   | 26  | 6  | 2 | 18 | 036:580 | −22   | 14     |

| (A) | Absteiger der Saison 1962/63     |
| (N) | Neuaufsteiger der Saison 1962/63 |

Aufsteiger
- Landesliga Burgenland: SV Deutschkreutz
- Landesliga Niederösterreich: SC Marchfelder Marchegg
- Wiener Liga: SC Rapid Oberlaa

### Regionalliga Mitte
Die Auslosung der Regionalliga Mitte erfolgte am 26. Juli 1963  in Leoben, wobei die erste Runde am 1. September angesetzt war.
Der SK Sturm Graz konnte den Meistertitel feiern, nachdem nach dem Herbst noch Austria Klagenfurt – allerdings mit 21 Punkten punktegleich vor den Grazern (34:11 gegenüber 25:11) – geführt hatte.
Es war ein Duell mit den Violetten aus Klagenfurt, wo das Match in der 8. Runde am 3. November mit 2:0 an die Kärntner gegangen war, die damit die Tabellenführung mit 13 Punkten und einen Zähler Vorsprung auf Sturm übernahmen, vor dem Retourmatch in der 23. Runde (9. Mai) betrug der Abstand einen Punkt (Klagenfurt 31, Sturm 30; beide Teams hatten in den dazwischen liegenden 13 Runden doch einige Punkteverluste erlitten, lagen aber mit sechs bzw. fünf Punkten vor Ranshofen); nun drehte Sturm den Spieß um und besiegte die Lindwurmstädter klar mit 4:1 (die Spielleitung war einem ungarischen Referee namens Oranyosi übertragen worden), danach gab es bis vor der letzten Runde eine Pattstellung (gleich in der 24. Runde spielten beide unentschieden, danach gab es für beide einen Sieg). In dieser letzten Runde am 21. Juni hätten die Klagenfurter dank des besseren Torverhältnisses (58:22 gegenüber 50:22 von Sturm) ein Punkt mehr als die Grazer machen müssen, doch es kam umgekehrt: Während die Grazer beim Fixabsteiger Villacher SV mit 3:1 gewannen und damit aus eigener Kraft den Titel schafften, musste sich Klagenfurt bei Radenthein mit einem 2:2 begnügen. Die »Neue Zeit« (Vorgänger der »Kärntner Tageszeitung«) vom 23. Juni kommentierte, dass "das spielerische Vermögen der Austria nicht ausreichte, dem dramatischen Brust-an-Brust-Kampf mit Sturm Graz für sich zu entscheiden", und zum VSV-1:3 schrieb die Zeitung, dass die "Villacher alles taten, äußerst hart spielten, aber spielerisch zu schwach waren – und außerdem hätten auf den Zuschauertribünen nicht zu verachtende Kämpfe zwischen den beiden Fanlagern getobt und die Polizisten sich über mangelnde Beschäftigung nicht zu beklagen hatten."
Abschlusstabelle
| Pl. | Verein                    | Sp. | S  | U | N  | Tore    | Diff. | Punkte |
| --- | ------------------------- | --- | -- | - | -- | ------- | ----- | ------ |
| 2.  | SK Sturm Graz             | 26  | 16 | 9 | 1  | 053:230 | +30   | 41     |
| 2.  | SK Austria Klagenfurt (A) | 26  | 16 | 6 | 4  | 060:240 | +36   | 38     |
| 3.  | ATSV Ranshofen            | 26  | 12 | 8 | 6  | 038:340 | +4    | 32     |
| 4.  | WSV Donawitz              | 26  | 11 | 5 | 10 | 055:430 | +12   | 27     |
| 5.  | SK Amateure Steyr         | 26  | 10 | 5 | 11 | 049:420 | +7    | 25     |
| 6.  | ASK St. Valentin (N)      | 26  | 11 | 3 | 12 | 044:470 | −3    | 25     |
| 7.  | SV Phönix Hönigsberg (N)  | 26  | 10 | 5 | 11 | 047:540 | −7    | 25     |
| 8.  | WSV Eisenerz              | 26  | 8  | 8 | 10 | 044:440 | ±0    | 24     |
| 9.  | SK VÖEST Linz             | 26  | 9  | 6 | 11 | 047:540 | −7    | 24     |
| 10. | SK Vorwärts Steyr         | 26  | 9  | 5 | 12 | 038:430 | −5    | 23     |
| 11. | WSG Radenthein            | 26  | 8  | 7 | 11 | 042:530 | −11   | 23     |
| 12. | Grazer SC                 | 26  | 9  | 3 | 14 | 030:490 | −19   | 21     |
| 13. | WSG Ferndorf (N)          | 26  | 6  | 8 | 12 | 033:390 | −6    | 20     |
| 14. | Villacher SV              | 26  | 6  | 4 | 16 | 042:730 | −31   | 16     |

| (A) | Absteiger der Saison 1962/63     |
| (N) | Neuaufsteiger der Saison 1962/63 |

Aufsteiger
- Landesliga Kärnten: Klagenfurter AC
- Landesliga Oberösterreich: SK Hertha Wels
- Landesliga Steiermark: WSV Rosenthal

### Regionalliga West
In der Regionalliga West fixierte der FC Wacker Innsbruck den Meistertitel. Es war dies das erste Mal, dass ein Tiroler Klub in die höchste österreichische Spielklasse aufstieg.
Die Meisterschaft ging erst am 27./28. Juni zu Ende, allerdings trug der schon seit der 19. von 22 Runden als Titelträger feststehende FC Wacker Innsbruck sein Abschlussmatch schon einige Tage früher aus und bezwang "standesgemäß" Schlusslicht BW Feldkirch auswärts mit 9:2. Den von Ex-Wacker-Wien-Spieler Artur Brinek (Turl Brinek) trainierten Innsbruckern war es gelungen, die gesamten elf Matches der Hinrunde ohne Punktverlust (42:8 Tore) hinter sich zu bringen und sie waren zum Wochenende 16./17. November mit acht Zählern Vorsprung auf die punktgleichen SC Kufstein und SC Schwarz-Weiß Bregenz in die Winterpause gegangen. Den ersten Punkteverlust gab es erst in der 13. Runde durch ein 2:2 beim FC Lustenau 07, wie überhaupt sie danach auch in zwei weiteren Matches nur remisierten.
Ein offensichtliches, allerdings von den zuständigen Gremien nicht als Entschuldigungsgrund anerkanntes Missverständnis dürfte lt. Quelle Internetseite FUSSBALL IN ÖSTERREICH in der 10. Runde vorgelegen sein, als Austria Lustenau nicht zu dem am Samstag, 16. November, angesetzten Spiel bei Wattens antrat. Die Vorarlberger waren der Meinung gewesen, dass das Match (wie es damals üblich war) am Sonntag, 17. November, gespielt wird. Der zuständige Beglaubigungsausschuss verifizierte das Match mit 3:0 für Wattens.
Abschlusstabelle
| Pl. | Verein                      | Sp. | S  | U | N  | Tore    | Diff. | Punkte |
| --- | --------------------------- | --- | -- | - | -- | ------- | ----- | ------ |
| 2.  | FC Wacker Innsbruck         | 22  | 16 | 6 | 0  | 073:200 | +53   | 38     |
| 2.  | SV Austria Salzburg (A)     | 22  | 14 | 3 | 5  | 060:280 | +32   | 31     |
| 3.  | SC Kufstein                 | 22  | 11 | 4 | 7  | 042:320 | +10   | 26     |
| 4.  | SK Bischofshofen (N)        | 22  | 11 | 3 | 8  | 048:320 | +16   | 25     |
| 5.  | SC Schwarz-Weiß Bregenz (N) | 22  | 12 | 1 | 9  | 032:320 | ±0    | 25     |
| 6.  | SC Austria Lustenau         | 22  | 9  | 6 | 7  | 037:250 | +12   | 24     |
| 7.  | FC Lustenau 07              | 22  | 10 | 3 | 9  | 042:410 | +1    | 23     |
| 8.  | SV Wattens                  | 22  | 7  | 5 | 10 | 036:380 | −2    | 19     |
| 9.  | SV Innsbruck                | 22  | 6  | 6 | 10 | 028:440 | −16   | 18     |
| 10. | SV Hall (N)                 | 22  | 5  | 4 | 13 | 025:440 | −19   | 14     |
| 11. | Salzburger AK 1914          | 22  | 4  | 6 | 12 | 019:420 | −23   | 14     |
| 12. | FC Blau-Weiß Feldkirch      | 22  | 2  | 3 | 17 | 021:850 | −64   | 07     |

| (A) | Absteiger der Saison 1962/63     |
| (N) | Neuaufsteiger der Saison 1962/63 |

Aufsteiger
- Landesliga Tirol: Innsbrucker SK
- Landesliga Salzburg: SK Oberndorf
- Landesliga Vorarlberg: FC Rot-Weiß Rankweil

## Dritte Leistungsstufe

### Landesliga Burgenland
Im Burgenland sicherte sich der SV Deutschkreutz den Meistertitel. Leider liegen keine Informationen über den Tabellenendstand dieser Saison vor.

### Landesliga Kärnten
Der Klagenfurter AC, im allgemeinen Sprachgebrauch als «KAC» bezeichnet (aktuell in den Medien bzw. offiziellen Mitteilungen des Kärntner Fußballverbandes als FC KAC 1909 aufscheinend) und in den 1920er- und 1930er-Jahren vielfacher Kärntner Meister und nach dem Zweiten Weltkrieg Mitbegründer der Tauernliga 1949/50, schaffte (nach der Auflösung der Tauernliga nach der Saison 1958/59 und damit den dadurch bedingten Abstieg in die Kärntner Liga) im fünften Jahr der Zugehörigkeit zu dieser Kärntner Liga wieder den Meistertitel.
Bereits nach dem Herbst waren die „Rotjacken“ mit 21 Punkten drei Punkte vor dem ASV gelegen, Letzter war Feldkirchen mit nur einem Zähler gewesen, während Wietersdorf und der ATSV Wolfsberg auf den Rängen 10 und 11 je sechs Zähler aufwiesen.
| Pl. | Verein                | Sp. | S  | U | N  | Tore    | Diff. | Punkte |
| --- | --------------------- | --- | -- | - | -- | ------- | ----- | ------ |
| 1.  | Klagenfurter AC       | 22  | 17 | 4 | 1  | 068:250 | +43   | 38     |
| 2.  | ASV Klagenfurt        | 22  | 16 | 2 | 4  | 059:270 | +32   | 34     |
| 3.  | Polizei SV Klagenfurt | 22  | 11 | 6 | 5  | 069:430 | +26   | 28     |
| 4.  | SC Magdalen           | 22  | 11 | 3 | 8  | 051:320 | +19   | 25     |
| 5.  | ASK Klagenfurt        | 22  | 11 | 3 | 8  | 043:280 | +15   | 25     |
| 6.  | SV Spittal/Drau       | 22  | 9  | 6 | 7  | 048:350 | +13   | 24     |
| 7.  | Wolfsberger AC        | 22  | 8  | 4 | 10 | 046:600 | −14   | 20     |
| 8.  | ESV Admira Villach    | 22  | 4  | 8 | 10 | 031:480 | −17   | 16     |
| 9.  | ATSV Wolfsberg        | 22  | 5  | 6 | 11 | 027:490 | −22   | 16     |
| 10. | SV St. Veit/Glan      | 22  | 6  | 3 | 13 | 035:500 | −15   | 15     |
| 11. | SV Feldkirchen        | 22  | 5  | 3 | 14 | 033:670 | −34   | 13     |
| 12. | WSG Wietersdorf       | 22  | 3  | 4 | 15 | 029:760 | −47   | 10     |

### Landesliga Niederösterreich
In Niederösterreich konnte der SC Marchfelder Marchegg den Meistertitel sichern.
Abschlusstabelle
| Pl. | Verein                      | Sp. | S  | U | N  | Tore    | Diff. | Punkte |
| --- | --------------------------- | --- | -- | - | -- | ------- | ----- | ------ |
| 1.  | SC Marchfelder Marchegg     | 26  | 16 | 6 | 4  | 056:270 | +29   | 38     |
| 2.  | SC Tulln (N)                | 26  | 13 | 7 | 6  | 052:370 | +15   | 33     |
| 3.  | SC Brunn                    | 26  | 13 | 3 | 10 | 051:390 | +12   | 29     |
| 4.  | SC Ortmann (A)              | 26  | 10 | 9 | 7  | 046:390 | +7    | 29     |
| 5.  | ASV Hohenau                 | 26  | 11 | 7 | 8  | 045:440 | +1    | 29     |
| 6.  | SV Semperit Traiskirchen    | 26  | 11 | 5 | 10 | 047:410 | +6    | 27     |
| 7.  | ASK Ternitz (A)             | 26  | 10 | 7 | 9  | 045:490 | −4    | 27     |
| 8.  | SC Berndorf                 | 26  | 11 | 4 | 11 | 042:410 | +1    | 26     |
| 9.  | SC Herzogenburg             | 26  | 12 | 2 | 12 | 046:550 | −9    | 26     |
| 10. | SC Raxwerke Wiener Neustadt | 26  | 11 | 1 | 14 | 047:440 | +3    | 23     |
| 11. | Schwarze Elf St. Pölten     | 26  | 9  | 5 | 12 | 054:560 | −2    | 23     |
| 12. | ASK Bruck/Leitha 1 (N)      | 26  | 7  | 7 | 12 | 045:450 | ±0    | 21     |
| 13. | SC St. Pölten (N)           | 26  | 8  | 3 | 15 | 028:590 | −31   | 19     |
| 14. | ESV Vorwärts Krems          | 26  | 6  | 2 | 18 | 036:640 | −28   | 14     |

| (A) | Absteiger der Saison 1962/63     |
| (N) | Neuaufsteiger der Saison 1962/63 |

Aufsteiger
- Badener AC
- ASK Amstetten
- SV Heid Stockerau

### Landesliga Oberösterreich
In Oberösterreich fixierte der SK Hertha Wels den Meistertitel.
Abschlusstabelle
| Pl. | Verein                  | Sp. | S  | U | N  | Tore    | Diff. | Punkte |
| --- | ----------------------- | --- | -- | - | -- | ------- | ----- | ------ |
| 1.  | SK Hertha Wels          | 24  | 15 | 5 | 4  | 054:260 | +28   | 35     |
| 2.  | SV Post Admira Linz (A) | 24  | 14 | 6 | 4  | 066:330 | +33   | 34     |
| 3.  | ATSV Steyrermühl        | 24  | 11 | 6 | 7  | 044:390 | +5    | 28     |
| 4.  | Polizei SV Linz         | 24  | 9  | 9 | 6  | 045:440 | +1    | 27     |
| 5.  | ESV Westbahn Linz       | 24  | 10 | 5 | 9  | 036:340 | +2    | 25     |
| 6.  | ATSV Vorwärts Steyr     | 24  | 9  | 6 | 9  | 037:310 | +6    | 24     |
| 7.  | SV Traun                | 24  | 11 | 1 | 12 | 044:480 | −4    | 23     |
| 8.  | SK Enns                 | 24  | 8  | 7 | 9  | 040:480 | −8    | 23     |
| 9.  | SK Schärding            | 24  | 7  | 7 | 10 | 032:410 | −9    | 21     |
| 10. | UFC Eferding (N)        | 24  | 7  | 6 | 11 | 042:470 | −5    | 20     |
| 11. | Welser SC (A)           | 24  | 7  | 5 | 12 | 036:480 | −12   | 19     |
| 12. | ATSV Lenzing            | 24  | 7  | 3 | 14 | 044:550 | −11   | 17     |
| 13. | SV Gmunden (N)          | 24  | 5  | 6 | 13 | 033:590 | −26   | 16     |

| (A) | Absteiger der Saison 1962/63     |
| (N) | Neuaufsteiger der Saison 1962/63 |

Aufsteiger
- SK Donau Linz
- SV Grieskirchen

### Landesliga Salzburg
In Salzburg sicherte sich der Oberndorfer SK den Meistertitel.
Abschlusstabelle
| Pl. | Verein                   | Sp. | S  | U  | N  | Tore    | Diff. | Punkte |
| --- | ------------------------ | --- | -- | -- | -- | ------- | ----- | ------ |
| 1.  | Oberndorfer SK           | 22  | 12 | 5  | 5  | 045:330 | +12   | 29     |
| 2.  | 1. Halleiner SK (A)      | 22  | 11 | 5  | 6  | 062:430 | +19   | 27     |
| 3.  | SV Bürmoos (A)           | 22  | 11 | 5  | 6  | 039:380 | +1    | 27     |
| 4.  | ASK Salzburg             | 22  | 8  | 10 | 4  | 039:300 | +9    | 26     |
| 5.  | 1. Salzburger SK 1919    | 22  | 9  | 4  | 9  | 047:430 | +4    | 22     |
| 6.  | ASV Zell am See (N)      | 22  | 7  | 7  | 8  | 037:420 | −5    | 21     |
| 7.  | TSV Neumarkt             | 22  | 8  | 5  | 9  | 037:420 | −5    | 21     |
| 8.  | ATSV Trimmelkam          | 22  | 6  | 8  | 8  | 042:560 | −14   | 20     |
| 9.  | Amateur SV Salzburg      | 22  | 8  | 3  | 11 | 037:370 | ±0    | 19     |
| 10. | ESV Saalfelden           | 22  | 8  | 3  | 11 | 040:430 | −3    | 19     |
| 11. | UFC Salzburg-Danubia (N) | 22  | 7  | 5  | 10 | 037:400 | −3    | 19     |
| 12. | SK Saalfelden            | 22  | 6  | 2  | 14 | 034:490 | −15   | 14     |

| (A) | Absteiger der Saison 1962/63     |
| (N) | Neuaufsteiger der Saison 1962/63 |

Aufsteiger
- SV Schwarzach
- Blau-Weiß Salzburg

### Landesliga Steiermark
In der Steiermark errang der WSV Rosental den Meistertitel.
Abschlusstabelle
| Pl. | Verein                | Sp. | S  | U | N  | Tore    | Diff. | Punkte |
| --- | --------------------- | --- | -- | - | -- | ------- | ----- | ------ |
| 2.  | WSV Rosental          | 16  | 8  | 6 | 2  | 080:350 | +45   | 22     |
| 2.  | WSV Judenburg         | 26  | 13 | 6 | 7  | 061:410 | +20   | 32     |
| 3.  | ASK Köflach           | 26  | 13 | 5 | 8  | 066:380 | +28   | 31     |
| 4.  | SC Bruck/Mur          | 26  | 13 | 5 | 8  | 068:530 | +15   | 31     |
| 5.  | Red Star Knittelfeld  | 26  | 11 | 5 | 10 | 043:480 | −5    | 27     |
| 6.  | SV Austria Kapfenberg | 26  | 12 | 2 | 12 | 057:520 | +5    | 26     |
| 7.  | SV Leoben (N)         | 26  | 9  | 8 | 9  | 057:590 | −2    | 26     |
| 8.  | WSV Fohnsdorf         | 26  | 11 | 3 | 12 | 049:530 | −4    | 25     |
| 9.  | ASK Voitsberg (A)     | 26  | 8  | 8 | 10 | 049:370 | +12   | 24     |
| 10. | FC Veitsch            | 26  | 7  | 9 | 10 | 050:600 | −10   | 23     |
| 11. | SV Straßgang (N)      | 26  | 8  | 7 | 11 | 041:500 | −9    | 23     |
| 12. | SC Trofaiach          | 26  | 10 | 3 | 13 | 049:660 | −17   | 23     |
| 13. | WSV Lankowitz         | 26  | 5  | 6 | 15 | 043:830 | −40   | 16     |
| 14. | ESV Austria Graz      | 26  | 5  | 5 | 16 | 021:600 | −39   | 15     |

| (A) | Absteiger der Saison 1962/63     |
| (N) | Neuaufsteiger der Saison 1962/63 |

Aufsteiger
- Deutschlandsberger SC
- FC Kindberg

### Landesliga Tirol
In Tirol konnte sich der Innsbrucker SK den Meistertitel sichern. Leider liegen keine genauen Informationen über Siege, Unentschieden, Niederlagen, Tor oder Punkte, sondern nur der Tabellenstand dieser Saison vor.
Abschlusstabelle
| Pl. | Verein                | Sp. | S | U | N | Tore | Diff. | Punkte |
| --- | --------------------- | --- | - | - | - | ---- | ----- | ------ |
| 1.  | Innsbrucker SK        |     |   |   |   |      |       |        |
| 2.  | SK Imst               |     |   |   |   |      |       |        |
| 3.  | ESV Austria Innsbruck |     |   |   |   |      |       |        |
| 4.  | SV Kematen            |     |   |   |   |      |       |        |
| 5.  | SC Schwaz             |     |   |   |   |      |       |        |
| 6.  | SC Kundl              |     |   |   |   |      |       |        |
| 7.  | SV Rattenberg         |     |   |   |   |      |       |        |
| 8.  | SV Haiming (N)        |     |   |   |   |      |       |        |
| 9.  | Kitzbühler SC (N)     |     |   |   |   |      |       |        |
| 10. | SV Absam (N)          |     |   |   |   |      |       |        |
| 11. | Innsbrucker AC        |     |   |   |   |      |       |        |
| 12. | ESV Kufstein          |     |   |   |   |      |       |        |

| (N) | Neuaufsteiger der Saison 1962/63 |

Aufsteiger
- SV Kirchbichl
- SV Landeck
- SV Thaur

### Landesliga Vorarlberg
In Vorarlberg feierte der FC Rot-Weiß Rankweil den Meistertitel.
Abschlusstabelle
| Pl. | Verein                   | Sp. | S  | U | N  | Tore    | Diff. | Punkte |
| --- | ------------------------ | --- | -- | - | -- | ------- | ----- | ------ |
| 2.  | FC Rot-Weiß Rankweil (A) | 22  | 15 | 4 | 3  | 050:180 | +32   | 34     |
| 2.  | VfB Hohenems             | 22  | 14 | 5 | 3  | 058:310 | +27   | 33     |
| 3.  | FC Wolfurt               | 22  | 14 | 4 | 4  | 063:310 | +32   | 32     |
| 4.  | FC Götzis                | 22  | 12 | 5 | 5  | 064:270 | +37   | 29     |
| 5.  | FC Hard                  | 22  | 10 | 4 | 8  | 052:490 | +3    | 24     |
| 6.  | FC Rätia Bludenz         | 22  | 10 | 2 | 10 | 055:420 | +13   | 22     |
| 7.  | SC Admira Dornbirn       | 22  | 10 | 2 | 10 | 048:450 | +3    | 22     |
| 8.  | FC Nenzing (N)           | 22  | 9  | 1 | 12 | 053:640 | −11   | 19     |
| 9.  | FC Höchst                | 22  | 6  | 5 | 11 | 030:410 | −11   | 17     |
| 10. | ESV Bregenz              | 22  | 6  | 4 | 12 | 036:640 | −28   | 16     |
| 11. | Dornbirner SV            | 22  | 3  | 4 | 15 | 031:720 | −41   | 10     |
| 12. | FC Hörbranz (N)          | 22  | 2  | 2 | 18 | 038:940 | −56   | 06     |

| (A) | Absteiger der Saison 1962/63     |
| (N) | Neuaufsteiger der Saison 1962/63 |

Aufsteiger
- FC Blau-Weiß Feldkirch
- SV Lochau
- FC Schruns

### Wiener Liga
In Wien erspielte der SC Rapid Oberlaa den Meistertitel.
Abschlusstabelle
| Pl. | Verein                   | Sp. | S  | U | N  | Tore    | Diff. | Punkte |
| --- | ------------------------ | --- | -- | - | -- | ------- | ----- | ------ |
| 2.  | SC Rapid Oberlaa (A)     | 28  | 19 | 7 | 2  | 058:140 | +44   | 45     |
| 2.  | FC Wien                  | 28  | 17 | 4 | 7  | 057:360 | +21   | 38     |
| 3.  | Nußdorfer AC             | 28  | 12 | 7 | 9  | 043:290 | +14   | 31     |
| 4.  | SC Helfort Wien          | 28  | 11 | 7 | 10 | 054:390 | +15   | 29     |
| 5.  | ASV Germania Baumgarten  | 28  | 10 | 9 | 9  | 036:370 | −1    | 29     |
| 6.  | Floridsdorfer AC         | 28  | 11 | 6 | 11 | 042:350 | +7    | 28     |
| 7.  | ASV Unilever (N)         | 28  | 11 | 5 | 12 | 047:510 | −4    | 27     |
| 8.  | SV Straßenbahn Wien      | 28  | 11 | 4 | 13 | 049:520 | −3    | 26     |
| 9.  | Landstraßer AC           | 28  | 9  | 8 | 11 | 034:580 | −24   | 26     |
| 10. | SC Semperit Wien         | 28  | 9  | 7 | 12 | 049:530 | −4    | 25     |
| 11. | SC Red Star Wien         | 28  | 9  | 7 | 12 | 040:490 | −9    | 25     |
| 12. | Favoritner AC            | 28  | 9  | 7 | 12 | 039:530 | −14   | 25     |
| 13. | Donaufelder Rasenspieler | 28  | 8  | 7 | 13 | 035:470 | −12   | 23     |
| 14. | Prater SV                | 28  | 8  | 6 | 14 | 032:390 | −7    | 22     |
| 15. | SC Hellas Kagran (N)     | 28  | 6  | 9 | 13 | 037:600 | −23   | 21     |

| (A) | Absteiger der Saison 1962/63     |
| (N) | Neuaufsteiger der Saison 1962/63 |

Aufsteiger
- ESV Brigittenauer AC
- SK Neukettenhof